# Jessie Ware
Ne doit pas être confondu avec Jessica Ware.
Jessica Lois Ware dite Jessie Ware est une musicienne britannique, née le 15 octobre 1984, à Londres.

## Biographie

### Famille
Elle est la sœur de Hannah Ware.

### Carrière
En 2012, sur le label Island Records, elle sort Wildest Moments, la chanson qui la révéla au grand public,,,,. Elle participe également à plusieurs enregistrements et concerts de Joker et de SBTRKT, notamment, durant lesquelles elle chante. Le magazine Clash la qualifie comme étant « le lien manquant entre Adele, Sade et SBTRKT » et, qualifie son premier album Devotion de « fort et accompli » alors qu'Idolator, un blog musical, place son premier album en 1re position des meilleurs albums de 2012.
Fin 2014, Jessie Ware sort son deuxième album : Tough Love, qui se place en 9e position des charts britanniques ; c'est ainsi son deuxième album consécutif dans le top 10 des charts britanniques, après Devotion qui culmina à la 5e place.
En février 2021, dans la foulée de la sortie de son nouvel album What’s Your Pleasure?, l'artiste publie le clip de sa nouvelle chanson Remember Where You Are dont l'héroïne, déambulant dans un Londres déserté en raison du confinement lié à la crise de la Covid-19, est la comédienne Gemma Arterton, cette dernière ayant des traits communs avec Jessie Ware.